# Logenhaus Merseburg

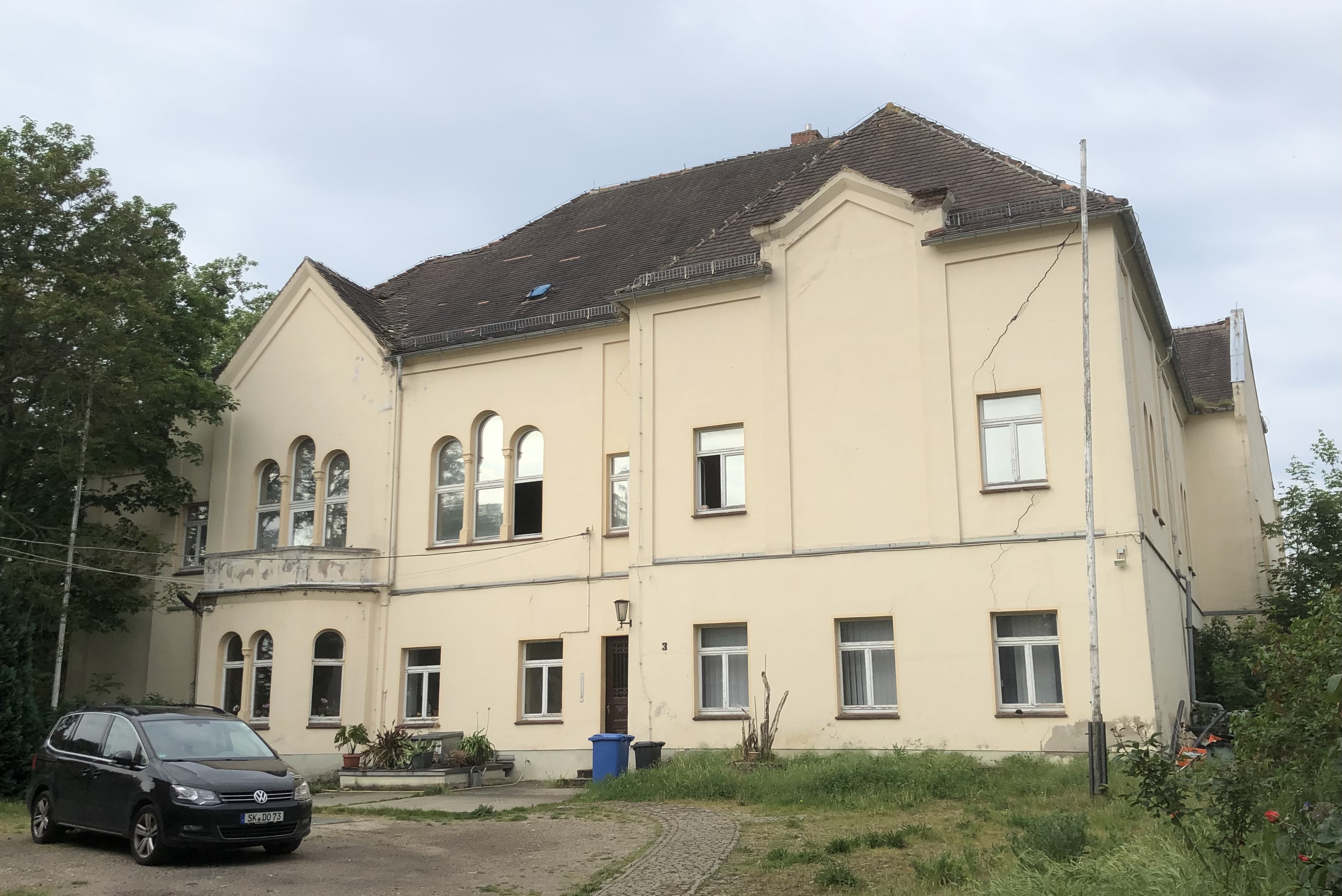
Logenhaus Merseburg, 2022

Das Logenhaus Merseburg ist ein denkmalgeschütztes ehemaliges Logenhaus in der Stadt Merseburg in Sachsen-Anhalt.

## Lage
Das Gebäude befindet sich in der Merseburger Altstadt, südwestlich des Domplatzes an der Adresse Domplatz 3. Vom Domplatz aus ist es durch eine Zufahrt zwischen den Häusern Domplatz 1 und 5 zu erreichen. Unmittelbar westlich des Hauses führt die Grüne Straße entlang. Exakt durch das Haus verläuft der 12. Grad östlicher Länge.

## Architektur und Geschichte
Das Haus diente als Logenhaus der Loge Zum goldenen Kreuz, einer Tochterloge der Großen National-Mutterloge „Zu den drei Weltkugeln“. Die Loge Zum goldenen Kreuz hatte sich am 12. Mai 1805 konstituiert und am 12. Oktober 1805 ihre Arbeit aufgenommen. Der Name geht möglicherweise auf die Gold- und Rosenkreuzer zurück. In der Zeit um 1850/1860 stand das 2793 m² umfassende Grundstück des Logenhauses vollständig im Eigentum der Loge.
1900 wurde ein bestehender Bau um einen Neubau erweitert. Das Gebäude beherbergte im Erdgeschoss die Klubräume, den Versammlungsraum der Schwestern, eine Verwalterwohnung und das Archiv. Im ersten Obergeschoss wurde der Große Festsaal angeordnet. Darüber hinaus befanden sich dort die Tempel für den Lehrlings- und den Meistergrad, während das zweite Obergeschoss für die Erkenntnisstufen genutzt wurde.
Im Jahr 1935 wurde das Gebäude von der NSDAP beschlagnahmt, es wurde sodann als Heim der Hitlerjugend genutzt. Eine erneute Umnutzung erfolgte 1945. Das Haus diente sodann als Handwerkerschule. Am 15. August 1993 erfolgte eine Rückübertragung des Logenhauses an die Große National-Mutterloge „Zu den drei Weltkugeln“. Am 11. Dezember 2003 wurde das Haus schließlich für 240.000 € an eine Privatperson veräußert. Es wird gewerblich genutzt.
Im Jahr 2020 wurde das Logenhaus unter der Erfassungsnummer 094 77145 als Baudenkmal in das örtlichen Denkmalverzeichnis eingetragen. Als Denkmaleigenschaften wurden die Begriffe geschichtlich, kulturell-künstlerisch, städtebaulich und kultisch angegeben. Unter dem Logenhaus befindet sich ein älterer Keller, der unter der Erfassungsnummer 094 65582 gesondert als Baudenkmal erfasst ist.